# Wadena County
Wadena County is een county in de Amerikaanse staat Minnesota.
De county heeft een landoppervlakte van 1.386 km² en telt 13.713 inwoners (volkstelling 2000). De hoofdplaats is Wadena.